# Sucesos de Alcoy de 1821

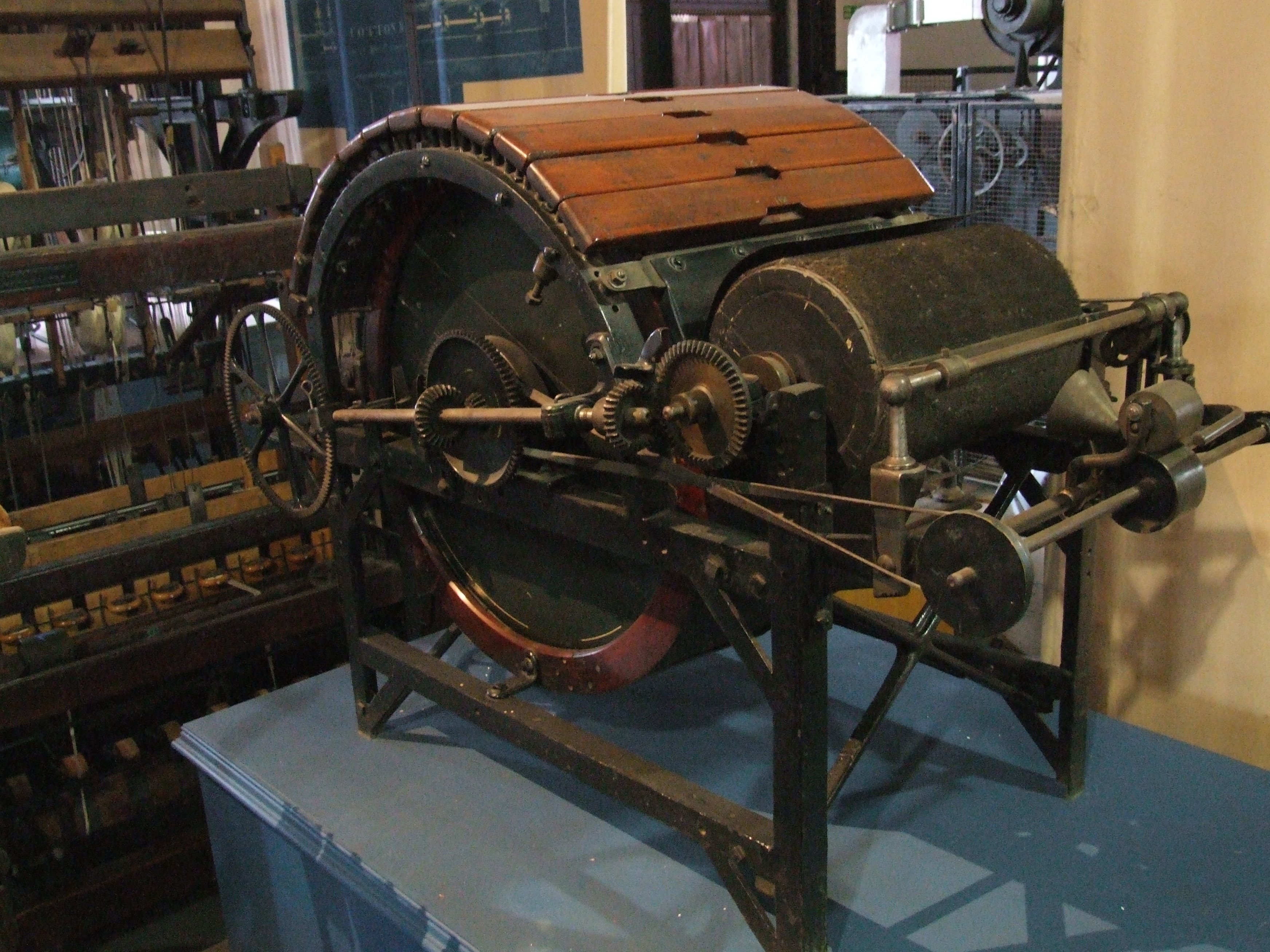
Primera máquina de cardar inventada en Inglaterra en 1775. ¿Fue la máquina de cardar introducida en Alcoy?

Los sucesos de Alcoy de 1821 fueron una de las primeras manifestaciones de ludismo que hubo en España. Tuvieron lugar el 2 de marzo de 1821, durante el Trienio Liberal del reinado de Fernando VII, cuando unos 1200 campesinos y jornaleros de los pueblos vecinos que cardaban e hilaban lana en sus casas (en el marco del sistema putting-out) asaltaron Alcoy y destruyeron 17 máquinas. Tuvieron que intervenir dos regimientos procedentes de Játiva y de Alicante para reprimir la protesta.

## Antecedentes
A finales del siglo XVIII Alcoy, que entonces contaba con casi 11 000 habitantes, había desarrollado una importante industria lanar, habiendo superado la población que se dedicaba a esta actividad (el 48%) a la que se dedicaba a la agricultura (el 33%). Antonio José de Cavanilles así lo anotó en sus Observaciones sobre la Historia Natural, Geografía, Agricultura, Población y Frutos del Reyno de Valencia:

Vese en las puertas e interior de las casas gran multitud de tornos en movimiento para hilar las lanas preparadas por los cardadores; óyese por todas partes repetidos golpe de telares; las calles y plazas están medio cubiertas de lanas, ya tejidas; crúzanse las caballerías cargadas de paños que van y vienen de los batanes; todo está en continuo movimiento y lo comunican a los pueblos de la comarca, para que bien recompensados les ayuden.

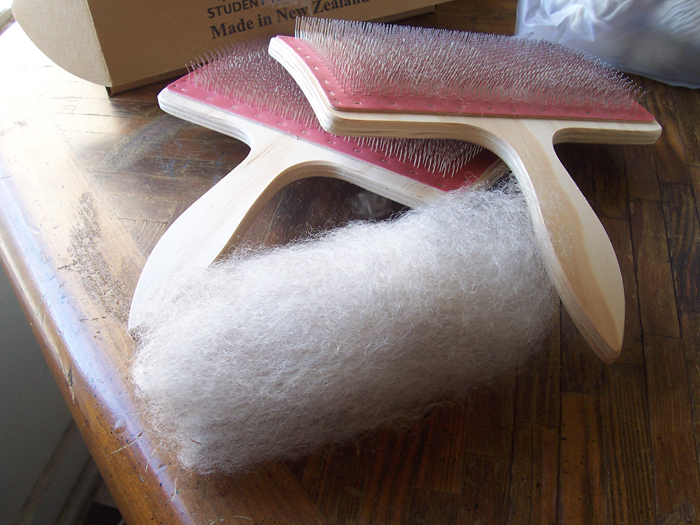
Cardador manual

Para proveerse de materia prima se había desarrollado una extensa red de sistema putting-out que abarcaba la Hoya de Alcoy y el Condado de Cocentaina. Los campesinos en sus casas realizaban las dos primeras etapas del proceso de la manufactura lanera, es decir, el cardado y el hilado, mientras que el resto de operaciones tenían lugar en la ciudad. De esta forma los campesinos obtenían unos ingresos adicionales que eran fundamentales para poder subsistir y en bastantes casos el cardado y el hilado de la lana constituían su actividad principal descuidando el trabajo en el campo.
A finales de la segunda década del siglo XIX se produjo un cambio en el sistema productivo con el objetivo de reducir los costes. A principios de 1819 comienzan a funcionar las primeras máquinas instaladas en manufacturas centralizadas o fábricas, lo que provocó el progresivo abandono del sistema putting-out y su sustitución por el factory system con lo que muchos campesinos de la Hoya de Alcoy y el Condado de Cocentaina vieron reducidos drásticamente sus ingresos. Fue entonces cuando empezaron a circular los rumores de que éstos se proponían destruir las máquinas por lo que «la internación de algunas hubo ya de ser escoltada».

## Desarrollo
El 28 de febrero de 1821 corrió la noticia de que los vecinos de los pueblos de la Hoya de Alcoy y del Condado de Cocentaina trataban de reunirse para ir a Alcoy y destruir las máquinas, lo que alarmó al alcalde Pedro Irles. Este pidió información a los alcaldes de Cocentaina y de Benilloba, donde al parecer era mayor la agitación, pero éstos contestaron que reinaba la tranquilidad. Sin embargo, el 2 de marzo unos 1200 hombres armados de los alrededores asaltaron Alcoy y destruyeron las máquinas situadas en el exterior de la ciudad. La Milicia Nacional disponible en Alcoy, dos compañías del primer batallón, cubrió los accesos a la villa. Los asaltantes destruyeron las máquinas existentes en el exterior, junto a los ríos Barchell y Molinar, que confluyen en el actual Serpis. Sólo se retiraron cuando el alcalde de Alcoy les prometió que las de dentro de la ciudad también serían desmanteladas. Fueron destruidas 17 máquinas por valor de dos millones de reales. Aunque es posible que con la nomenclatura de la época, con máquinas se refieran a 17 fábricas enteras.

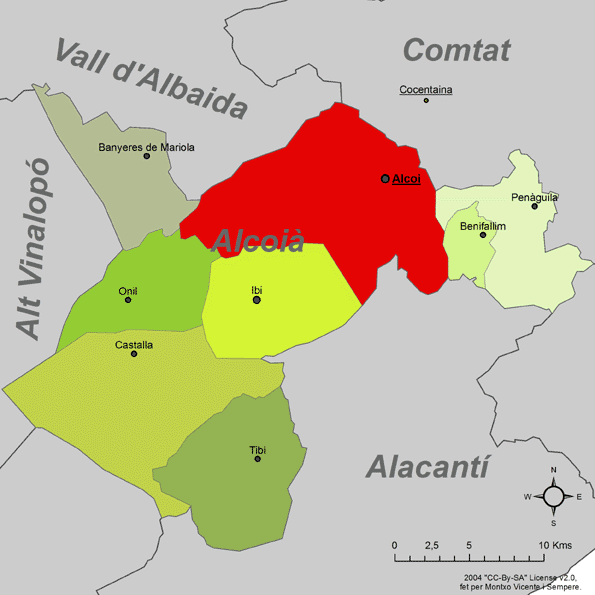
Mapa de la comarca de la Hoya de Alcoy. Al Noreste la comarca del Condado de Cocentaina.

El alcalde pidió la intervención del ejército y el 6 de marzo llegaron a Alcoy dos regimientos, uno de caballería procedente de Játiva y otro de infantería de Alicante, que restablecieron la tranquilidad. Se desconoce el número exacto de personas que fueron arrestadas, pero debió ser alto ya que en agosto un regidor de la ciudad pidió que se ampliara la prisión y cuatro años más tarde aún se hablaba de «la suma indigencia» en que habían quedado las familias de los encarcelados. En 1827 el alcalde de Alcoy suplicaba al rey Fernando VII el indulto para los que todavía seguían en prisión.
El día 9 de marzo los sucesos se debaten en la Cortes. En esa sesión se crea una «Comisión especial para informar de los sucesos de Alcoy», lo que prueba la importancia que se le concedió a lo ocurrido, por no ser la primera manifestación de ludismo en España, según consta en el Diario de Sesiones: «No ha sido nuevo, aun en España, que los pueblos pobres y principalmente agrícolas no miren con buenos ojos las fábricas inmediatas a ellos. […] Son notorios y recientes… las alarmas y procedimientos de hecho que causas de igual naturaleza motivaron en Ávila, Segovia, Guadalajara, Tarrasa, etc.». Y también por si tras los sucesos pudiera haber una intencionalidad política oculta, con vistas a desestabilizar al gobierno en las continuas pugnas entre liberales y conservadores.
La Comisión en sus conclusiones propuso al Gobierno que se castigara de forma ejemplar a los culpables, que se indemnizara a los propietarios de las máquinas y que se proporcionara protección a los que quisieran introducirlas.
Es probable que los amotinados contaran con algún tipo de ayuda o de complicidad por parte de los obreros del interior de la ciudad, como lo probaría el hecho que el asalto fue realizado a plena luz del día y en multitud, y no en pequeños grupos disfrazados y de noche, como solían actuar los luditas ingleses. Además en el debate de las Cortes se aludió a que «el principal foco contra este objeto se hallaba en el interior de esta villa» y de que la mayor parte del vecindario estaba «combinado con los malvados de los mencionados pueblos». Un diputado aún fue más lejos cuando afirmó que los campesinos no habían tenido nada que ver con los sucesos y que «los causantes de ellos» habían sido los «jornaleros de las fábricas», «porque como cada máquina ahorra 100 o 200 brazos, es natural que estos mismos brazos hayan sido los que les han hecho la guerra como a sus enemigos de muerte». En cambio el diputado alcoyano Gisbert al hablar sobre las causas que habían provocado el asalto dijo:

La razón inmediata de esas maquinaciones ocurridas en Alcoy con tan triste suceso, la tenemos bien designada en el estado de hambre y de indigencia a que el establecimiento de las máquinas de cardar e hilar ha reducido a un gran número de operarios de Cocentaina, Benilloba, Ares y otros varios pueblos. A todos éstos surtía Alcoy del trabajo con que vivían…

La Comisión de las Cortes por su parte también atribuyó los sucesos a la situación geográfica de Alcoy «de difícil acceso por su fragosidad, donde por lo común es más lenta la propagación del espíritu público y el desarraigo de costumbres envejecidas». En este sentido algunos diputados relacionaron lo acontecido con el crecimiento de las partidas absolutistas especialmente en la comarca vecina del Valle de Albaida, donde «en varios pueblos… están reconocidos los liberales por enemigos del cristianismo» y «se da a los diputados el nombre de herejes». El diputado Gisbert insinuó que un miembro del clero «ha tenido parte activa en este negocio».

## Consecuencias
En 1822 volvieron los rumores de reuniones para destruir las máquinas. Al año siguiente, en la mañana del 23 de julio, se produjo un nuevo intento de asalto a la ciudad protagonizado por unos 500 hombres armados al que hicieron frente las tropas desplegadas por orden del alcalde en la entrada de Cocentaina. Uno de los cabecillas de los sublevados se entrevistó con éste exigiendo que se sacasen las máquinas al exterior de la ciudad para destruirlas, pero el alcalde se negó. Entonces se produjeron intercambios de disparos y los asaltantes, algunos de ellos heridos, huyeron hacia Cocentaina. Las tropas salieron detrás de ellos y detuvieron a cinco campesinos.
En 1825 se produjeron concentraciones de jornaleros en algunas plazas de la ciudad, por lo que se acordó el establecimiento de una fuerza militar permanente en Alcoy. En junio de 1826 el Ayuntamiento de Alcoy pidió información al de Cocentaina sobre si «en 28 de junio último corrió algún rumor en esa villa sobre incendiar las Máquinas…» Dos meses después el alcalde de Alcoy escribía al capitán general de Valencia: «…en 28 de junio último no se observó en esta villa la menor novedad sobre el orden y quietud del vecindario… Es cierto que se aumentó el retén de vigilancia y salieron patrullas toda la noche, sin duda por las voces vagas que sobre incendio de Máquinas corrieron…». En una fecha tan lejana como 1844 aún se produjeron algunas concentraciones de obreros con motivo de la introducción de una nueva máquina de cardar.